# 1191 Alfaterna
1191 Alfaterna је астероид главног астероидног појаса. Приближан пречник астероида је 42,09 ,
а средња удаљеност астероида од Сунца износи 2,892 астрономских јединица (АЈ).
Инклинација (нагиб) орбите у односу на раван еклиптике је 18,475 степени, а орбитални период износи 1796,929 дана (4,919 године). Ексцентрицитет орбите астероида износи 0,050.
Апсолутна магнитуда астероида износи 10,60 а геометријски албедо 0,057.
Астероид је откривен 11. фебруара 1931. године.